# Беллок, Хилэр
Джо́зеф Хилэ́р Пьер Рене́ Бе́ллок  (англ. Hilaire Belloc; 27 июля 1870, Ла-Сель-Сен-Клу, Сена и Уаза — 16 июля 1953, Гилфорд) — писатель и историк англо-французского происхождения (с 1902 года подданный Великобритании). Один из самых плодовитых английских писателей начала XX века. Был горячим приверженцем Римско-католической церкви, что оказало большое влияние на большинство его работ.

## Ранние годы
Беллок родился в Сен-Клу — в пригороде Парижа. Отец его был французом, мать — англичанкой. Сестра ― Мари Беллок, также стала писательницей. Его детство прошло в Англии в деревне Слиндон в Западном Суссексе. Позднее он будет очень скучать по этим местам. Это отражено в его стихотворениях «West Sussex Drinking Song», «The South Country» и даже ещё более меланхоличном «Ha’nacker Hill».
Его мать, Элизабет Рейнер Паркес (1829—1925), также была писательницей и была правнучкой английского химика Джозефа Пристли. В 1867 году она вышла замуж за поверенного Луиса Беллока, сына французского художника Жана Илера Беллока. В 1872 году, через 5 лет после свадьбы, Луис умер, что совпало с крахом на фондовом рынке, полностью разорившим семью. Молодая вдова с сыном, а также со своей сестрой Марией вернулись в Англию, где Хилэр и провел все своё детство и юность, за исключением периода военной службы во французской артиллерии.
После окончания школы при Оратории Джона Генри Ньюмана в 1891 году Беллок проходил военную службу, как французский гражданин, в артиллерийской части недалеко от Туля.
Он был атлетически сложён, обладал хорошей выносливостью и много ходил пешком по Англии и континентальной Европе. Когда Бэллок ухаживал за своей будущей женой Элоди, то, будучи небогатым человеком, прошёл пешком большую часть пути из Среднего Запада США до её дома в северной Калифорнии, рисуя за небольшую плату владельцев дальних ферм и ранчо и подрабатывая сочинением стихотворений.
После окончания военной службы Беллок поступил в колледж Баллиоль в Оксфорде на исторический факультет. Там он получил свои первые школьные награды по истории.

### Увлечения
В начале 1930-х ему подарили старый катер под названием «Джерси». На нём он плавал несколько лет в районе Англии с командой помощников. Один из молодых людей, бывших в его команде, Дермод Маккарти, написал книгу об этом периоде под названием «В плавании с мистером Беллоком» (англ. «Sailing with Mr Belloc»).

### Участие в политической жизни
Выпускник 1895 года колледжа Баллиоль, Беллок был заметной фигурой Оксфордского университета, будучи президентом ораторского общества Оксфордский союз. Политикой он занялся после получения английского гражданства. Ощутимой неудачей для него был провал на собеседовании для зачисления в члены колледжа 'All Souls'.
С 1906 по 1910 он был членом парламента от либеральной партии, баллотировавшись от округа Южный Салфорд. Однако он быстро разочаровался в политике партии.

### Литературная деятельность
Беллок активно занимался литературой, притом как прозой, так и поэзией. Он работал в тесном сотрудничестве с Г. К. Честертоном и Б. Шоу. Его совместная работа с Честертоном дала жизнь термину Честербеллок.
Единственным периодом работы Беллока по найму был с 1914 по 1920, когда он работал редактором журнала Земля и Вода, посвящённого анализу последствий Первой мировой войны.

### Семья
Беллок был братом романистки Марии Аделаиды Беллок Лондес.
В 1896 году женился на Элоди Хоган, американке по происхождению. В 1906 году купил участок с домом под названием Королевская земля в деревне Шипли, Западный Сассекс, в котором он прожил практически до самой смерти. У Элоди и Беллок было пятеро детей. В 1914 году Элоди умерла от гриппа. Его сын Луис погиб в Первую мировую войну.

### Старый гром
Его образ и стиль жизни вполне соответствовал прозвищу, которое он получил в детстве — Старый Гром. Один из друзей Беллока, лорд Шеффилд, описывает его вызывающее поведение в предисловии к книге Круиз Ноны (англ. «The Cruise of the Nona»).
Время от времени я наблюдал, как придумывал какую-нибудь возмутительную теорию, для того чтобы взбудоражить всю компанию, и наслаждался спором, медленно отступая от своей непримиримой позиции… Конечно Беллок был необъективен, но из его окружения мало кто был задет его необъективностью, и кому не доставляло удовольствие наблюдать, как он борется за них, и кто бы не почитал его за честность и за его энтузиазм. Как только начиналась словесная баталия, весь арсенал средств шел в бой один за одним. Диалектика, насмешки, софизмы, эпиграммы, сарказм, исторические свидетельства, неопровержимые доказательства и моральные поучения — все средства, в применении которых он был большой мастер, шли в ход, и каждое на своём месте. Тем не менее, ему было свойственно учтивое и обходительное поведение. Глубоко чувствующий человек, он был самой доброй и самой понимающей натурой, которую я знал. Несмотря на всю его бесшабашность и напыщенность в нем не было ни капли жестокости; он был способен к самому чуткому состраданию к чувствам других людей. Как он сам любил говорить о других, довольно тихо и коротко: «Он хороший человек. Он попадёт в Рай».

### В прениях и дебатах
Беллок впервые привлёк внимание публики вскоре по прибытии в колледж Бейлиол после прохождения военной службы. Посещая свои первые дебаты Оксфордского Союза, он обратил внимание на то, как слабо и без энтузиазма защищается одна из сторон. По завершении дебатов, после призыва к голосованию, Беллок встал со своего места и экспромтом произнес решительную речь в поддержку слабой стороны. Как показал подсчет голосов, Беллоку удалось выиграть эти дебаты и заслужить репутацию прекрасного оратора. Позднее он был выдвинут в президенты Союза. На дебатах по выдвижению его противниками были Фредерик Эдвин Смит и Джон Бьюкен, последний из них был его другом.
Весьма показателен его спор с Гербертом Уэллсом по поводу книги Уэллса «Очерки истории». Будучи довольно религиозным, Беллок критиковал Уэллса за излишне научный подход к эволюции как естественному отбору, который, по мнению Беллока, был совершенно невозможен. Уэллс отмечает, что «Спор с мистером Беллоком был похож на перекрикивание бури с градом». В рецензии Беллока на «Очерки истории» было отмечено, что книга Уэллса представляет собой объемный, хорошо написанный труд, «ровно до появления Человека, которое происходит в районе седьмой страницы». Уэллс ответил на это книгой «Мистер Беллок возражает». Беллок, в свою очередь, ответил книгой «Мистер Беллок по-прежнему возражает».
Джордж Култон, остроумный и настойчивый оппонент, написал статью «Мистер Беллок о средневековой истории». После некоторого, довольно длительного периода враждебности, Беллок ответил брошюрой «Случай Доктора Култона», в 1938.
Беллока называли одним из Большой Четверки писателей эпохи короля Эдуарда VII, наряду с Уэллсом, Бернардом Шоу и Гилбертом Честертоном. Все они постоянно устраивали дискуссии и спорили между собой до 1930-х. (Стоит упомянуть, что под Большой Четверкой иногда понимают Джона Голсуорси, Арнольда Беннета, Герберта Уэллса и Бернарда Шоу).

## Ремесло писателя
Однажды, когда Хилэра Беллока спросили, почему он написал так много книг, он ответил: «Потому что мои дети вечно канючили икру и жемчуга».

### Эссе и заметки путешественника
Уже с самого начала писательской деятельности Беллоку удалось достичь определённых высот. Его книга «Путь в Рим» (англ. The Path to Rome) (1902) о путешествии пилигрима, которое он совершил из центральной Франции через Альпы в Рим, постоянно переиздавалась. Являясь бо́льшим, чем просто заметки путешественника, «Путь в Рим» содержит описания людей и мест, встречавшихся по пути, художественные зарисовки, сделанные ручкой и карандашом, а также это произведение наполнено юмором, поэзией и размышлениями автора о событиях того времени. На страницах книги Беллок предстает перед читателем глубоко восхищенным и любящим Европу, причем его глубокая Вера вдохновляет его на это все сильнее и сильней по его словам.
В качестве эссеиста он принадлежал к небольшой, господствующей группе популярных писателей (вместе с Честертоном, Эдвардом Лукасом и Робертом Линдом). В целом, иногда он предстает немного самоуверенным и заядлым поборником Католической церкви.
В одном из абзацев книги Круиз Ноны, когда Беллок сидит в одиночестве у штурвала своей лодки под ночным звёздным небом, очень хорошо показано его отношение к католицизму и человечеству; он пишет:

Этот божественный Свет ниспослан на землю взмахами крыльев Веры.
Оригинальный текст (англ.)"That golden Light cast over the earth by the beating of the Wings of the Faith."

### Поэзия
Его «нравоучительные сказки» — шутливые стихотворения с невероятной моралью, красиво иллюстрированные Базилем Блеквудом, а позднее — и Эдвардом Гореем — одни из самых известных его стихотворений. Хотя и написанные для детей, они, как и многие произведения Льюиса Кэрролла адресованы взрослым: «Про девочку Анну, которая для забавы хлопала дверью и погибла» (Rebecca, who slammed doors for fun and perished miserably).
Сказка о «Матильде, которая говорила неправду и была сожжена» была положена в основу пьесы Дебби Изитт «Матильда-лгунья». В чём-то, можно считать Роальда Даля последователем Беллока. Но можно сказать, что у Беллока был более широкий, а скорее более жутковатый подход.
Беллок также известен благодаря «Сонетам и куплетам» — сборник который подражает ритмичности и мелодичности его стихов для детей. Поэзия Беллока зачастую религиозна, часто — романтична. На всем протяжении «Пути в Рим» Беллок пишет бесконечную песенку.
Беллок является автором строк про пулемет «Максим», которые часто приписывают Редьярду Киплингу:

На каждый вопрос есть четкий ответ:
У нас есть «максим», у них его нет.
Оригинальный текст (англ.)
Whatever happens, we have got
The Maxim gun, and they have not.

Это цитата (не очень точно переведенная на русский) из стихотворения «Современный путешественник» («The Modern Traveller»): по тексту стихотворения, во время восстания туземцев герой повторяет себе под нос: «Что бы ни случилось, но у нас есть пулемет „Максим“, а у них его нет».

### История, политика, экономика
Самую широкую известность из публицистических работ Беллока получили книги Государство рабов (англ. The Servile State, 1912) , Европа и Вера (англ. Europe and Faith, 1920) и Евреи (англ. The Jews, 1922) (в которой он заявлял об «угрозе» которую евреи представляют для «белой расы»).
С ранних лет Белок был знаком с Генри Эдвардом Маннингом, который обратил мать Беллока в католическую веру. Участие Маннинга в Лондонской портовой забастовке 1889 года произвело большое впечатление на Беллока и определило его политические взгляды, со слов биографа Беллока Роберта Спиэйта (англ. Robert Speaight). Сам Беллок описывает эти события в книге Круиз Ноны. Беллок был суровым критиком несдерживаемого капитализма и многих аспектов социализма.
Вместе с Г. К. Честертоном, С. Честертоном и Артуром Пенти Хилэр Беллок занимался разработкой социоэкономической системы — дистрибутизма. В книге Государство рабов (англ. The Servile State), написанной после окончания партийной карьеры Беллока, а также в других работах он критикует современное ему экономическое устройство общества и парламентскую систему, предлагая теорию дистрибутизма в качестве альтернативы как капитализма, так и социализма.
Беллок указывал, что дистрибутизм имеет глубокие исторические корни в Европе и что переход к дистрибутивизму — скорее небольшой шаг назад в историческом развитии. Он призывал к роспуску парламента и к замене его собранием представителей различных социальных групп общества (что очень напоминает идею корпоративизма).
Под влиянием этих идей Беллок написал серию биографий исторических деятелей, таких как Оливер Кромвель, Яков II и Наполеон. В этих книгах можно увидеть Беллока как яркого поборника чистого католицизма и как критика многих аспектов современного мироустройства.
Беллок выражал большое недовольство историей как наукой, когда она «отполирована до блеска» и превращается в «официальную трактовку событий».. Биограф Беллока, Джозеф Пирс, особо отмечает недовольство Беллока на проявления секуляризма в книге Герберта Уэллса «Очерки истории».
Уэллс, по мнению Беллока, является явным противником христианства, так как в его «очерках» для Персидской кампании против греков уделено гораздо больше места, чем для описания Иисуса Христа.
Беллок также писал много на тему истории войн. В жанре альтернативной истории он принял участие в сборнике «Если бы все случилось иначе» (англ. If It Had Happened Otherwise), 1931, под редакцией сэра Джона Сквайра.

## Смерть
В 1941 году перенёс инсульт, от которого не смог оправиться до конца своих дней.
Умер 16 июля 1953 года в Католическом госпитале в Гилдфорде, Суррей. Похоронен на старом кладбище у Католического Алтаря церкви Святой Девы Мари Утешительницы и Св. Франциска в деревне Западный Гринстед, недалеко от его дома в Шипли. Беллок был постоянным прихожанином этой церкви. На поминальной службе преподобный Рональд Нокс отметил, что «ни один человек его времени не сражался так отчаянно за добрые дела».

## Отношение к религии
Одним из самых известных изречений Беллока является «Вера в Бога — это Европа, и жить по-европейски — значит верить в Бога» (англ. the faith is Europe and Europe is the faith); в этом изречении сходятся воедино все его взгляды (ортодоксально-католические) и все его устремления. Такой взгляд на веру нашёл отражение во многих работах Беллока в период с 1920 по 1940 годы, многие из которых считаются[кем?] образцами апологий католической церкви. В то же время они подвергаются критике, например, при сравнении с работами Кристофера Доусона того же времени.
Беллок упоминает об этом обретении своей веры в одной из глав «Круиза Ноны».
Беллок верил в превосходство католицизма над всеми остальными религиями, а Католическая Церковь — это центр и дом для человеческой души.
Если смотреть не так серьёзно, то его отношение к католицизму можно передать его же словами: «Когда в мире светит Католическое солнце — то вокруг и смех, и любовь, и красное-красное вино».
При этом у Беллока было весьма пренебрежительное отношение к Англиканской церкви и к различным еретикам в его понимании: «Heretics all, whoever you be/ …You never shall have good words from me/ Caritas non conturbat me».
В его «Песне о Пелагианской Ереси» он высказывается очень резко в адрес епископа Осерского: «with his stout Episcopal staff/ So thoroughly thwacked and banged/ The heretics all, both short and tall/ They rather had been hanged».

## Сочинения
- Милостью аллаха : Роман / Пер. с англ. С. М. Антик. — М. ; Л. : Гос. изд-во, 1926. — 272 с.
- Мистер Питр : (Mr. Petre) : Роман / Рис. К. Г. Честертона ; Пер. с англ. Евгения Ланна ; Папка: Левин. — М. ; Л. : Госуд. изд-во, 1927. — 193 с., [3] с. объявл. : ил.
- Ришелье / Пер. с англ. Ю. В. Дубровина. — М.: Алетейа, 2002. — 332, [2] c. — (История в лицах) — ISBN 5-89321-090-5
- Наполеон : эпизоды жизни / [Пер. с англ. Георгия Бена]. — М.: Захаров, 2005. — 348, [1] с., [10] л. ил., цв. ил., портр., факс. — (Серия «Биографии и мемуары») — ISBN 5-8159-0537-2